# 全国高等学校少林寺拳法選抜大会
全国高等学校少林寺拳法選抜大会（ぜんこくこうとうがっこうしょうりんじけんぽうせんばつたいかい）は毎年年度末に行われる日本の高等学校少林寺拳法大会の一つ。

## 概要
1998年に第1回大会が開催され、毎年年度末に香川県（2008年のみ岡山県）で開催されている。演武だけではなく、弁論の部が設けられているのが特徴であり、毎回大会テーマが設定されている。

## 種目
- 男子規定組演武
- 男子自由組演武
- 男子規定単独演武
- 男子自由単独演武
- 男子団体演武
- 女子規定組演武
- 女子自由組演武
- 女子規定単独演武
- 女子自由単独演武
- 女子団体演武
- 弁論の部

## 大会記録
|                | 開催県                       | 会場                         | 大会テーマ                                      | 男子団体                     | 男子最優秀 都道府県          | 女子団体                     | 女子最優秀 都道府県 |
| -------------- | ---------------------------- | ---------------------------- | ----------------------------------------------- | ---------------------------- | ---------------------------- | ---------------------------- | ------------------- |
| 第1回（1998）  | 香川                         | 少林寺拳法連盟本部           | 道と出会い                                      |                              |                              |                              |                     |
| 第2回（1999）  | 香川                         | 少林寺拳法連盟本部           | 自分発見の道                                    |                              |                              |                              |                     |
| 第3回（2000）  | 香川                         | 少林寺拳法連盟本部           | 磨け、己の心を                                  |                              |                              |                              |                     |
| 第4回（2001）  | 香川                         | 少林寺拳法連盟本部           | 始動                                            |                              |                              |                              |                     |
| 第5回（2002）  | 香川                         | 少林寺拳法連盟本部           | 夢に向かって                                    |                              |                              |                              |                     |
| 第6回（2003）  | 香川                         | 少林寺拳法連盟本部           | 光り、輝く                                      |                              |                              |                              |                     |
| 第7回（2004）  | 香川                         | 少林寺拳法連盟本部           | まっすぐに                                      |                              |                              |                              |                     |
| 第8回（2005）  | 香川                         | 少林寺拳法連盟本部           | 思いやり                                        |                              |                              |                              |                     |
| 第9回（2006）  | 香川                         | 少林寺拳法連盟本部           | 輪からの和へ                                    |                              |                              |                              |                     |
| 第10回（2007） | 香川                         | 少林寺拳法連盟本部           | ありがとう この生命 ありがとう あなたとの出会い |                              |                              |                              |                     |
| 第11回（2008） | 岡山                         | 宮本武蔵顕彰武蔵武道館       | 原点を求めて                                    |                              |                              |                              |                     |
| 第12回（2009） | 香川                         | 少林寺拳法連盟本部           | 仲間づくり ~今日の他人は、明日の友~             |                              |                              |                              |                     |
| 第13回（2010） | 香川                         | 少林寺拳法連盟本部           | あい親しみ、あい楽しむ                          | 川越東                       |                              | 田辺                         |                     |
| 第14回（2011） | 東日本大震災の影響により中止 | 東日本大震災の影響により中止 | 東日本大震災の影響により中止                    | 東日本大震災の影響により中止 | 東日本大震災の影響により中止 | 東日本大震災の影響により中止 |                     |
| 第15回（2012） | 香川                         | 多度津町総合スポーツセンター | 新たなる 挑戦                                   | 報徳学園                     |                              | 姫路商業                     |                     |
| 第16回（2013） | 香川                         | 多度津町総合スポーツセンター | 達成感 ~最高の笑顔で~                           |                              |                              |                              |                     |
| 第17回（2014） | 香川                         | 丸亀市民体育館               | 始まりの瞬間(とき) ~新たなる舞台~               |                              |                              |                              |                     |
| 第18回（2015） | 香川                         | 丸亀市民体育館               | 未来(つぎ)の自分へ                              | 神島                         | 和歌山                       | 神島                         | 和歌山              |
| 第19回（2016） | 香川                         | 丸亀市民体育館               | 輝け 拳士達よ                                   | 神島                         | 埼玉                         | 神島                         | 和歌山              |
| 第20回（2017） | 香川                         | 善通寺市民体育館             |                                                 | 城北学園                     | 東京                         | 清瀬                         | 兵庫                |
| 第21回（2018） | 香川                         | 坂出市立体育館               |                                                 | 桜林                         | 千葉                         | 清瀬                         | 大阪                |
| 第22回（2019） | 香川                         | 善通寺市民体育館             |                                                 | 都城工業                     | 大阪                         | 富良野                       | 大阪                |
| 第23回（2020） |                              |                              |                                                 |                              |                              |                              |                     |
| 第24回(2021)   | 香川                         | 善通寺市民体育館             | 雲外蒼天                                        | 小松工業                     |                              | 志学館                       |                     |
| 第25回(2022)   | 香川                         | 善通寺市民体育館             | 不撓不屈                                        | 城北                         |                              | 富良野                       |                     |
| 第26回(2023)   | 香川                         | 善通寺市民体育館             | 威風堂々～輝く拳士たち～                        | 神島                         |                              | 富良野                       |                     |
| 第27回(2024)   | 香川                         | 善通寺市民体育館             | 踏み出せ、新たな一歩！！                        | 桜林                         |                              | 富良野                       |                     |
| 第28回(2025)   | 岡山                         | 岡山市総合文化体育館         | 繋げ！賞賛のバトン！                            | 桜林                         | 千葉                         | 志学館                       | 千葉                |

## 参考資料
- 春選抜大会の歴史（26.5.27）.pdf